# Nick Rimando
Pour les articles homonymes, voir Rimando.
Nick Rimando est un joueur international américain de soccer né le 17 juin 1979 à Montclair, Californie (États-Unis).

## Biographie
Il gagne le Trophée d'homme du match de la Coupe MLS lors de la victoire en championnat de son équipe en 2009.
Après une illustre carrière en Major League Soccer, il se retire du soccer professionnel le 23 octobre 2019 après une ultime rencontre avec le Real Salt Lake en séries éliminatoires.
Un an et demi après sa retraite sportive, il retourne à son ancien club du Real Salt Lake et devient entraîneur de jeunes.

## Palmarès

### Palmarès collectif
| Fusion de Miami (1)                                                                   | D.C. United (2)                                                            | Real Salt Lake (1) | États-Unis (1)                  |
| ------------------------------------------------------------------------------------- | -------------------------------------------------------------------------- | --- | ------------------------------- |
| - Supporters' Shield : - Vainqueur : 2001 - Coupe des États-Unis : - Finaliste : 2000 | - Coupe MLS : - Vainqueur : 2004 - Supporters' Shield : - Vainqueur : 2006 | - Coupe MLS : - Vainqueur : 2009 - Finaliste : 2013 - Ligue des champions de la CONCACAF : - Finaliste : 2011 - Coupe des États-Unis : - Finaliste : 2013 | - Gold Cup : - Vainqueur : 2013 |

### Récompenses individuelles
- Meilleur joueur de la Coupe MLS : 2009
- Sélectionné pour le match des étoiles de la MLS (6) : 2010, 2011, 2013, 2014, 2015 et 2019.
- Élu meilleur arrêt de l'année en MLS (3) : 2012, 2013, 2019

## Statistiques
| Saison                | Club                  | Championnat           | Championnat | Championnat | Coupe(s) nationale(s) | Coupe(s) nationale(s) | Compétition(s) continentale(s) | Compétition(s) continentale(s) | Compétition(s) continentale(s) | Séries | Séries | États-Unis | États-Unis | Total | Total |
| Saison                | Club                  | Division              | M.          | B.          | M.                    | B.                    | Comp.                          | M.                             | B.                             | M.     | B.     | M.         | B.         | M.    | B.    |
| 2000                  | Fusion de Miami       | MLS                   | 22          | 0           | 3                     | 0                     | -                              | -                              | -                              | -      | -      | -          | -          | 25    | 0     |
| 2001                  | Fusion de Miami       | MLS                   | 25          | 0           | 0                     | 0                     | -                              | -                              | -                              | 6      | 0      | -          | -          | 31    | 0     |
| Sous-total            | Sous-total            | Sous-total            | 47          | 0           | 3                     | 0                     | -                              | 0                              | 0                              | 6      | 0      | 0          | 0          | 56    | 0     |
| 2000                  | MLS Pro-40 (prêt)     | A-League              | 2           | 0           | -                     | -                     | -                              | -                              | -                              | -      | -      | -          | -          | 2     | 0     |
| 2002                  | D.C. United           | MLS                   | 28          | 0           | 0                     | 0                     | CCC                            | 2                              | 0                              | -      | -      | 2          | 0          | 32    | 0     |
| 2003                  | D.C. United           | MLS                   | 25          | 0           | 0                     | 0                     | -                              | -                              | -                              | 0      | 0      | 1          | 0          | 26    | 0     |
| 2004                  | D.C. United           | MLS                   | 13          | 0           | 1                     | 0                     | -                              | -                              | -                              | 4      | 0      | -          | -          | 18    | 0     |
| 2005                  | D.C. United           | MLS                   | 30          | 0           | 0                     | 0                     | CCC+CS                         | 4+2                            | 0+0                            | 2      | 0      | -          | -          | 38    | 0     |
| 2006                  | D.C. United           | MLS                   | 2           | 0           | 2                     | 0                     | -                              | -                              | -                              | 0      | 0      | -          | -          | 4     | 0     |
| Sous-total            | Sous-total            | Sous-total            | 98          | 0           | 3                     | 0                     | -                              | 8                              | 0                              | 6      | 0      | 3          | 0          | 118   | 0     |
| 2007                  | Real Salt Lake        | MLS                   | 27          | 0           | 0                     | 0                     | -                              | -                              | -                              | -      | -      | -          | -          | 27    | 0     |
| 2008                  | Real Salt Lake        | MLS                   | 30          | 0           | 1                     | 0                     | -                              | -                              | -                              | 3      | 0      | -          | -          | 34    | 0     |
| 2009                  | Real Salt Lake        | MLS                   | 26          | 0           | 0                     | 0                     | -                              | -                              | -                              | 4      | 0      | -          | -          | 30    | 0     |
| 2010                  | Real Salt Lake        | MLS                   | 27          | 0           | 0                     | 0                     | LCC                            | 5                              | 0                              | 2      | 0      | 2          | 0          | 36    | 0     |
| 2011                  | Real Salt Lake        | MLS                   | 33          | 0           | 0                     | 0                     | LCC                            | 6                              | 0                              | 3      | 0      | 1          | 0          | 43    | 0     |
| 2012                  | Real Salt Lake        | MLS                   | 31          | 0           | 0                     | 0                     | LCC                            | 4                              | 0                              | 2      | 0      | -          | -          | 37    | 0     |
| 2013                  | Real Salt Lake        | MLS                   | 27          | 0           | 2                     | 0                     | -                              | -                              | -                              | 5      | 0      | 7          | 0          | 41    | 0     |
| 2014                  | Real Salt Lake        | MLS                   | 24          | 0           | 0                     | 0                     | -                              | -                              | -                              | 2      | 0      | 4          | 0          | 30    | 0     |
| 2015                  | Real Salt Lake        | MLS                   | 24          | 0           | 1                     | 0                     | LCC                            | 2                              | 0                              | -      | -      | 4          | 0          | 31    | 0     |
| 2016                  | Real Salt Lake        | MLS                   | 30          | 0           | 0                     | 0                     | LCC                            | 2                              | 0                              | 1      | 0      | -          | -          | 33    | 0     |
| 2017                  | Real Salt Lake        | MLS                   | 28          | 0           | 0                     | 0                     | -                              | -                              | -                              | -      | -      | 1          | 0          | 29    | 0     |
| 2018                  | Real Salt Lake        | MLS                   | 33          | 0           | 0                     | 0                     | -                              | -                              | -                              | 3      | 0      | -          | -          | 36    | 0     |
| 2019                  | Real Salt Lake        | MLS                   | 29          | 0           | 1                     | 0                     | LCup                           | 1                              | 0                              | 2      | 0      | -          | -          | 33    | 0     |
| Sous-total            | Sous-total            | Sous-total            | 369         | 0           | 5                     | 0                     | -                              | 20                             | 0                              | 27     | 0      | 19         | 0          | 440   | 0     |
| Total sur la carrière | Total sur la carrière | Total sur la carrière | 516         | 0           | 11                    | 0                     | -                              | 28                             | 0                              | 39     | 0      | 22         | 0          | 616   | 0     |